# Кременецька міська рада
Кремене́цька міська́ ра́да — адміністративно-територіальна одиниця та орган місцевого самоврядування в Тернопільській області. Адміністративний центр — місто Кременець.

## Загальні відомості
- Територія ради: 20,76 км²
- Населення ради: 21 729 осіб (станом на 1 січня 2013 року)

## Населені пункти
Міській раді підпорядковані населені пункти:
- м. Кременець

## Склад ради
Рада складається з 36 депутатів та голови.
- Міський голова: Смаглюк Андрій Миколайович
- Секретар ради: Остапчук Ігор Степанович

### Депутати
За результатами місцевих виборів 2010 року депутатами ради стали:

#### За суб'єктами висування
| Суб'єкт висування                                       | Кількість обраних депутатів | %    |
| ------------------------------------------------------- | --------------------------- | ---- |
| Партія регіонів                                         | 16                          | 44,4 |
| Політична партія Всеукраїнське об'єднання «Батьківщина» | 6                           | 16,7 |
| Політична партія Всеукраїнське об'єднання «Свобода»     | 5                           | 13,9 |
| Політична партія «Фронт Змін»                           | 5                           | 13,9 |
| Всеукраїнська партія трудящих                           | 1                           | 2,8  |
| Комуністична партія України                             | 1                           | 2,8  |
| Народна партія                                          | 1                           | 2,8  |
| Соціалістична партія України                            | 1                           | 2,8  |

#### За округами
| № округу                                                | Прізвище, ім'я, по батькові        | Дата визнання обраним | Освіта             | Партійна приналежність                        | Відомості про обраного депутата                                        |
| ------------------------------------------------------- | ---------------------------------- | --------------------- | ------------------ | --------------------------------------------- | ---------------------------------------------------------------------- |
| Всеукраїнська партія трудящих                           |                                    |                       |                    |                                               |                                                                        |
| 6                                                       | Грамяк Роман Петрович              | 05.11.2010            | вища               | член Всеукраїнської партії трудящих           | КС «Мрія», керівник Кременецького відділення                           |
| Комуністична партія України                             |                                    |                       |                    |                                               |                                                                        |
| 9                                                       | Мельничук Наталія Юріївна          | 05.11.2010            | вища               | позапартійна                                  | Кременецький районний центр зайнятості, державний службовець           |
| Народна Партія                                          |                                    |                       |                    |                                               |                                                                        |
| 14                                                      | Олещук Володимир Васильович        | 05.11.2010            | вища               | член Народної партії                          | УВМ в Кременецькому районі, заступник начальника                       |
| Партія регіонів                                         |                                    |                       |                    |                                               |                                                                        |
| б/м                                                     | Мишаківська Лідія Сергіївна        | 05.11.2010            | вища               | член Партії регіонів                          | Кременецьке медучилище, викладач                                       |
| б/м                                                     | Герасимчук Анатолій Андрійович     | 05.11.2010            | середня спеціальна | позапартійний                                 | приватний підприємець                                                  |
| б/м                                                     | Лесновський Василь Олексійович     | 05.11.2010            | середня спеціальна | позапартійний                                 | приватний підприємець                                                  |
| б/м                                                     | Романюк Михайло Володимирович      | 05.11.2010            | середня спеціальна | позапартійний                                 | приватний підприємець                                                  |
| б/м                                                     | Юрченко Алла Борисівна             | 05.11.2010            | вища               | позапартійна                                  | Кременецька гімназія, вчитель                                          |
| б/м                                                     | Дробоцький Володимир Русланович    | 05.11.2010            | вища               | позапартійний                                 | Філія Кременцький райавтодор, інженер                                  |
| б/м                                                     | Циганюк Михайло Васильович         | 05.11.2010            | вища               | позапартійний                                 | приватний підприємець                                                  |
| 1                                                       | Микулич Вадим Володимирович        | 05.11.2010            | вища               | позапартійний                                 | Кременецький ДІАЗ, директор                                            |
| 3                                                       | Яськевич Марія Степанівна          | 05.11.2010            | вища               | позапартійна                                  | приватний підприємець                                                  |
| 4                                                       | Волянюк Олег Васильович            | 05.11.2010            | вища               | позапартійний                                 | тимчасово не працює                                                    |
| 5                                                       | Бондар Галина Сергіївна            | 05.11.2010            | середня спеціальна | позапартійна                                  | приватний підприємець                                                  |
| 7                                                       | Сухомлин Богдан Миколайович        | 05.11.2010            | вища               | позапартійний                                 | РВ УМНС, начальник                                                     |
| 8                                                       | Шевчук Галина Овксентіївна         | 05.11.2010            | середня спеціальна | позапартійна                                  | приватний підприємець                                                  |
| 15                                                      | Угляр Віктор Віталійович           | 05.11.2010            | вища               | позапартійний                                 | тимчасово не працює                                                    |
| 17                                                      | Тарківський Петро Васильович       | 05.11.2010            | середня спеціальна | позапартійний                                 | приватний підприємець                                                  |
| 18                                                      | Левчунь Володимир Федорович        | 05.11.2010            | вища               | позапартійний                                 | ПСК «СП Кременецька Міжрайбаза», директор                              |
| Політична партія Всеукраїнське об'єднання «Батьківщина» |                                    |                       |                    |                                               |                                                                        |
| б/м                                                     | Карп'юк Зоя Іванівна               | 05.11.2010            | вища               | член Всеукраїнського об'єднання «Батьківщина» | Кременецьке районне радіо, директор                                    |
| б/м                                                     | Старик Галина Ярославівна          | 05.11.2010            | вища               | член Всеукраїнського об'єднання «Батьківщина» | Кременецька ЦРКЛ, заступник головного лікаря                           |
| б/м                                                     | Фендич Володимир Васильович        | 05.11.2010            | вища               | член Всеукраїнського об'єднання «Батьківщина» | приватний підприємець                                                  |
| б/м                                                     | Буграк Наталія Афанасіївна         | 05.11.2010            | вища               | член Всеукраїнського об'єднання «Батьківщина» | Верховна Рада України, помічник-консультант народного депутата України |
| 10                                                      | Зорич Галина Максимівна            | 05.11.2010            | вища               | член Всеукраїнського об'єднання «Батьківщина» | Кременецьке ПТУ № 6, викладач                                          |
| 13                                                      | Бендасюк Ігор Богданович           | 05.11.2010            | вища               | член Всеукраїнського об'єднання «Батьківщина» | Кременецька загальноосвітня школа № 5, вчитель                         |
| Політична партія Всеукраїнське об'єднання «Свобода»     |                                    |                       |                    |                                               |                                                                        |
| б/м                                                     | Янчук Вадим Леонідович             | 05.11.2010            | вища               | член Всеукраїнського об'єднання «Свобода»     | ПП «Зеніт», геодезист                                                  |
| б/м                                                     | Домбровський Олександр Ярославович | 05.11.2010            | вища               | член Всеукраїнського об'єднання «Свобода»     | ЖБК «Наш Дім», інспектор                                               |
| б/м                                                     | Поліщук Вікторія Анатоліївна       | 05.11.2010            | вища               | член Всеукраїнського об'єднання «Свобода»     | приватний підприємець                                                  |
| 2                                                       | Єрусалимець Катерина Григорівна    | 05.11.2010            | вища               | позапартійна                                  | Кременецький педагогіч ний інститут ім. Т. Г. Шевченка, викладач       |
| 11                                                      | Василишин Роман Олегович           | 05.11.2010            | вища               | позапартійний                                 | ТОВ «Кремінь ЛБ», юрист-консульт                                       |
| Політична партія «Фронт Змін»                           |                                    |                       |                    |                                               |                                                                        |
| б/м                                                     | Сімчук Сергій Ростиславович        | 05.11.2010            | вища               | член Політичної партії «Фронт Змін»           | Кременецький обласний гуманітарно- педагогічний інститут, викладач     |
| б/м                                                     | Паляниця Олександр Володимирович   | 05.11.2010            | вища               | член Політичної партії «Фронт Змін»           | Львівська залізниця, колійний майстер                                  |
| б/м                                                     | Зіньковська Наталія Григорівна     | 05.11.2010            | вища               | член Політичної партії «Фронт Змін»           | Кременецький гуманітарний педагогічний інститут, викладач              |
| б/м                                                     | Ахметзянов Віталій Андрійович      | 05.11.2010            | середня            | член Політичної партії «Фронт Змін»           | приватний підприємець                                                  |
| 12                                                      | Іванюшко Руслан Васильович         | 05.11.2010            | вища               | член Політичної партії «Фронт Змін»           | Кременецька ЦРКЛ, лікар                                                |
| Соціалістична партія України                            |                                    |                       |                    |                                               |                                                                        |
| 16                                                      | Біндас Ніна Вікторівна             | 05.11.2010            | вища               | позапартійна                                  | КП «Житло», майстер                                                    |